# Tri-Cities Regional Airport

i7
i11
i13
Der Tri-Cities Regional Airport ist ein Flughafen bei Blountville im US-Bundesstaat Tennessee. Er bedient Städte in der Tri-Cities-Region an der Grenze zwischen Tennessee und Virginia.

## Lage und Verkehrsanbindung
Der Tri-Cities Regional Airport befindet sich im Zentrum der drei wichtigsten Städte der Region: 19 Kilometer nordwestlich von Johnson City, 16 Kilometer südöstlich von Kingsport und 23 Kilometer südwestlich von Bristol.
Er ist über die Interstate 81, Ausfahrt 63, erreichbar. Besucher aus Johnson City gelangen über die Interstate 26, Ausfahrt 13, und U.S. Highway 75 ans Ziel.

## Geschichte
Nachdem sich die Flugplätze in Kingsport und Johnson City als zu klein erwiesen, einigten sich beide Städte, die Stadt Bristol und der Sullivan County darauf, einen gemeinsamen Flugplatz in der Mitte der drei Städte zu errichten. 1935 wurde hierzu die Tri-Cities Airport Commission gegründet und innerhalb der nächsten zwei Jahre später wurden zwei Start- und Landebahnen, ein Hangar und ein Empfangsgebäude errichtet. Am 5. November 1937 wurde der Flughafen durch Senator Kenneth McKellar als McKellar Field eingeweiht.

## Betrieb
Am Tri-Cities Regional Airport bestehen Linienflugverbindungen zu Zielen innerhalb der Vereinigten Staaten. Von hier aus gehen Non-Stop-Flüge nach Atlanta (ATL), Charlotte (CLT), Chicago (ORD), Orlando (SFB) und Tampa (PIE). 
Der Tri-Cities Regional Airport wird von den Fluggesellschaften Allegiant Air, American Eagle und Delta Connection bedient.